# 阿爾伯塔 (阿拉巴馬州)
阿爾伯塔（英語：Alberta）是位於美國阿拉巴馬州威爾科克斯縣的一個非建制地區。該地的面積和人口皆未知。

## 地理
阿爾伯塔的座標為32°13′56″N 87°24′36″W / 32.23222°N 87.41000°W，而該地的平均海拔高度為54米（即177英尺）。